# Koč

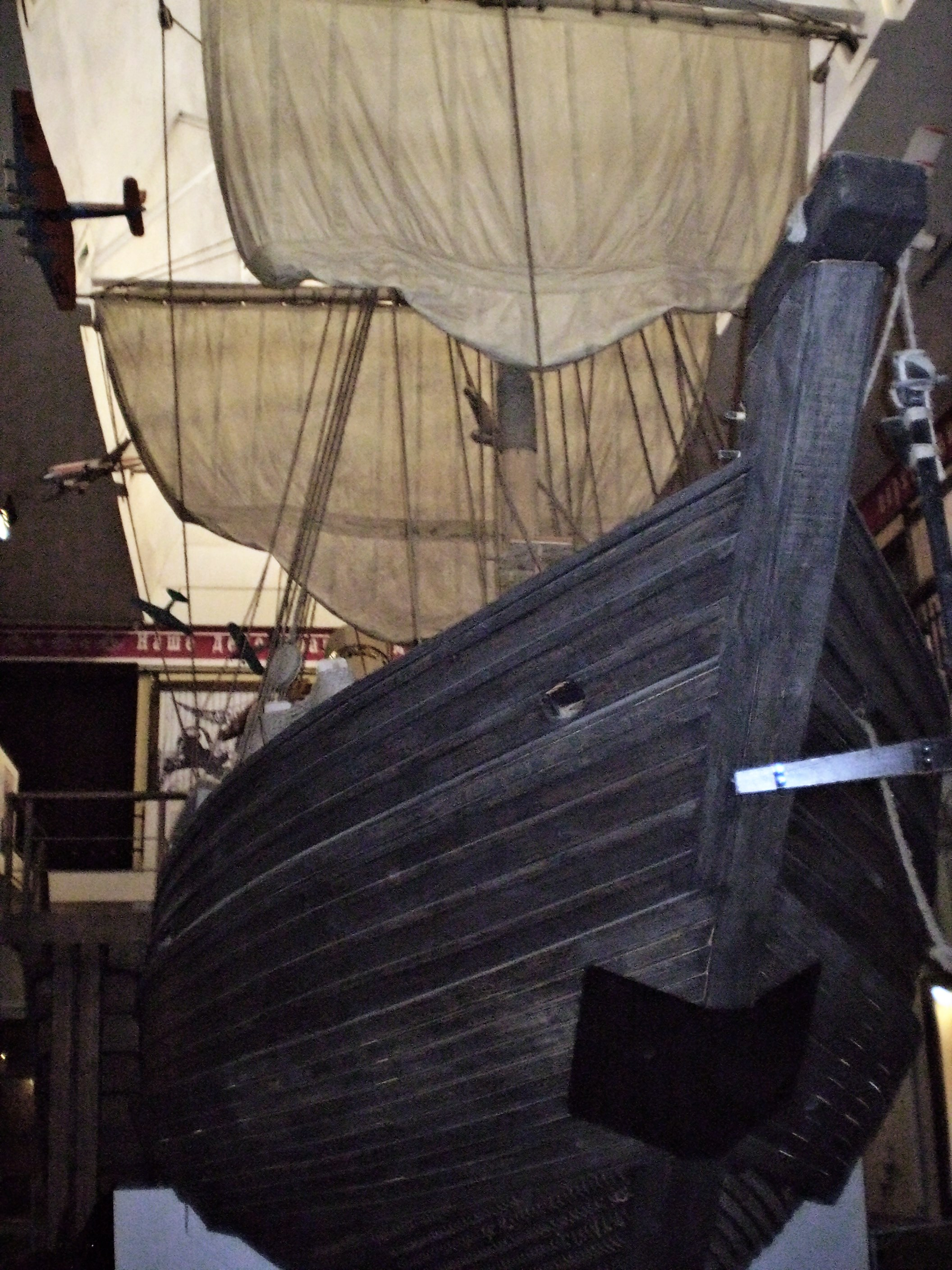
Un koč del XVII secolo in un museo di Krasnojarsk

Il koč (pron. kot͡ʃ) era uno speciale tipo di imbarcazione a vela a uno o due alberi usato in Russia sulle rotte dell'Oceano Artico, soprattutto da parte dei pomory.
Grazie al fasciame della carena in pelle (koca) e alla speciale configurazione dello scafo e del timone, poteva navigare senza danni in acque con blocchi di ghiaccio e banchi di ghiaccio galleggianti. Il koč fu l'unica imbarcazione di questo genere per secoli.
Lo sviluppo del koč iniziò nell'XI secolo, quando i Russi iniziarono a stanziarsi lungo le coste del mar Bianco. Questo tipo di imbarcazione era largamente impiegato nella navigazione circumpolare del XV e XVI secolo. Esiste una prova documentale che all'epoca la flotta mercantile russa nell'Artico contava 7 400 piccole imbarcazioni. Nel XVII secolo i koč erano impiegati nella navigazione sui fiumi siberiani durante l'esplorazione e la conquista della Siberia e dell'Oriente. Nel 1715, durante la Grande guerra del nord, la navigazione e la cantieristica della Russia artica furono interessati dall'ukaze (decreto) dello zar Pietro il Grande, che permetteva di costruire solo vascelli novomanernije ("di nuovo tipo"), imbarcazioni civili, che potevano essere usate anche per scopi militari. Il koč con le sue particolari caratteristiche antighiaccio non rientrava nei requisiti dell'ukaze.
Nel XIX secolo le caratteristiche del koč di protezione dai ghiacci galleggianti furono adattate alle prime moderne rompighiaccio, per cui il koč può essere visto come un antenato dei rompighiaccio, sebbene costruito in legno e relativamente piccolo.

## Costruzione
La lunghezza della chiglia di un koč era di circa 10–25 metri. Lo scafo aveva 13 coste, ciascuna con propri dettagli. Anche la chiglia era una combinazione di parecchie parti. Le paratie dividevano lo scafo in diversi compartimenti latitudinali. Ogni compartimento (čerdak) aveva una sua funzione. I compartimenti di prua era usati come quartieri per l'equipaggio, la cabina di poppa per il capitano e la parte centrale dell'imbarcazione per il carico. Il koč aveva un ponte piatto. Tipicamente un koč era dotato di una vela quadrata su ognuno dei due alberi e di due vele triangolari sul bompresso. Una peculiarità del koč erano le dimensioni relativamente grandi del timone quadrato a dispetto della speciale forma ultrasottile della parte superiore del timone. Questo tipo di imbarcazione aveva due ancore principali da circa 30 kg e molto spesso altre ancore leggere. Gli storici navali ritengono che le ancore leggere servissero ad attraccare su banchi di ghiaccio.
Lo speciale design artico comprendeva linee arrotondate dello scafo sotto la linea di galleggiamento, una cintura di rinforzo del fasciame della carena resistente ai ghiacci galleggianti (fatta di legno quercia o di larice) lungo la linea di galleggiamento variabile, una falsa chiglia per il trascinamento su ghiaccio (e per evitare danni in occasione della navigazione su bassi fondali), il timone con una parte superiore affusolata e una parte inferiore più larga (sotto la linea di galleggiamento). Un'altra caratteristica artica era l'invariabile presenza a bordo di ogni koč di due o più slitte a vela e di un verricello per la cima dell'ancora. Ogni slitta a vela poteva trasportare da 1,5 a 2 tonnellate ed era dotata di lunghi pattini (da 5 a 7 m). Se un koč finiva intrappolato fra i ghiacci, la forma arrotondata della carena permetteva all'imbarcazione, pressata lateralmente dai banchi di ghiaccio di sollevarsi fuori dall'acqua o sul ghiaccio senza danneggiarsi.
Oltre a queste caratteristiche antighiaccio, i capitani di koč avevano a disposizione i tradizionali strumenti di navigazione, una meridiana, una bussola magnetica con un vetromet galleggiante (un "segnavento", una bussola con una rosa dei venti a 32 punte con i 16 venti maggiori). Altri ausilii alla navigazione erano le dettagliate carte nautiche, le stelle e i segni riconoscibili dal pilota lungo le coste.
Ci sono due classificazioni principali dei tipi di koč. La prima, una classificazione mista, distingue tre tipi di koč secondo il loro luogo di origine (siberiano e mangazejano) e il loro capacità di tenere il mare (morskije, cioè "marini"). La seconda classificazione non tiene conto delle differenze di costruzione e divide tutti i koč in due categorie: fluviali/marini e morskije (marini) per lunghe traversate.
Fisher ritiene che il koč abbia una vela quadrata e un unico albero. Secondo Fisher i koč più grandi era lunghi 60 piedi e larghi 20 piedi, con una deriva di 5 o 6 piedi e un equipaggio da 6 a 12 unità. Potevano caricare 40 persone o 45 tonnellate di merci. Erano ovali sia in pianta sia nell'alzato. La carena piatta o arrotondata li rendeva capaci di manovrare fra i ghiacci galleggianti, ma poco stabili nelle tempeste. La vela quadrata e la chiglia piatta comportavano l'impossibilità di navigare senza un vento favorevole.
Altri tipi di imbarcazioni usate in Siberia erano lo šitik e la bajdarka.